# لوئیجی کرمونا
آنتونیو لوئیجی گوادنتزیو جوزپه کرمونا (به ایتالیایی: Antonio Luigi Gaudenzio Giuseppe Cremona) (زاده ۷ دسامبر ۱۸۳۰ در پاویا –  درگذشته ۱۰ ژوئن ۱۹۰۳ در رم) ریاضیدان و سیاستمدار اهل ایتالیا بود. او بیشتر به خاطر کارهایش در هندسه جبری به ویژه نظریه خم ها و رویه های جبری نامبردار است.

## زندگی و کارنامه
کرومونا در پاویا بزرگ شد و تحصیل کرد در جریان شورشهای سال ۱۸۴۸ او بعنوان سرباز از ونیز در برابر نیروهای اتریش دفاع کرد و پس از آن در سال ۱۸۵۳ در دانشگاه پاویا تحت سرپرستی فرانچسکو بریوشی درجه دکنری ریاضیات را دریافت کرد. او نخست نتوانست به خاطر سابقه انقلابیش شغلی بیابد و چند سالی به عنوان معلم خصوصی کار کرد و در همان زمان به چاپ مقاله های علمی می پرداخت. سرانجام در سال ۱۸۶۰ کمی پیش از استقلال ایتالیا توانست شغل استادی در دانشگاه بولونیا بیاید. سپس از سال ۱۸۶۶ در دانشگاه میلان و از ۱۸۷۳ در دانشگاه رم بود.
در زمینه هندسه، کرمونا روی هندسه خم ها و رویه ها کار کرد و در این زمینه تبدیل های کرمونا را معرفی نمود که به نام خودش نامیده شده اند. کرمونا همچنین آموزگاری بسیار خوب و یکی از بنیانگذاران آغازین مکتب هندسه ایتالیا بود.